# Andrej Čerkasov
Andrej Čerkasov, accreditato come Andrei Cherkasov dalla ATP (Ufa, 4 luglio 1970), è un ex tennista sovietico, dal 1991 russo.

## Biografia
Giocatore molto regolare e atletico Čerkasov si destreggiava bene sia sulla terra battuta che sul cemento e diede il meglio di sé nei primi anni di carriera nei tornei sulla lunga distanza, raggiungendo i quarti di finale in 3 Slam su 4 (ad eccezione di Wimbledon, sull'erba a lui ostica, dove non vinse mai un match) e la semifinale alle Olimpiadi di Barcellona '92. Non si confermò però ad alti livelli per molto tempo, uscendo dai top100 a 24 anni senza più farvi rientro.
Čerkasov s'impone all'attenzione mondiale come fenomeno del tennis junior. Nel 1987, è il numero 3 della classifica mondiale junior. Passato professionista nel 1988, ottiene l'anno dopo subito una finale ATP a Sydney, da n. 223 ATP. 
Raggiunge poi i quarti a Milano e 2 vittorie del circuito challenger, che lo proiettano tra i primi 100 del mondo.
Agli Australian Open 1990 batte, tra gli altri, Andres Gomez e cede nei quarti al n. 1 del mondo Ivan Lendl. Raggiunge la semifinale a Nizza e Umago, i quarti a Stoccarda e Kitzbuhel. Agli Us Open ottiene nuovamente i quarti di finale Slam, battendo giocatori come Henri Leconte e Michael Chang, perdendo stavolta da Andre Agassi. Nella stagione indoor centra i quarti anche a Basilea e a Tokyo Indoor e nell'ultimo torneo dell'anno vince a Mosca il primo torneo in carriera senza perdere un set. I quarti di finale in 2 slam gli consentono di qualificarsi per la prima edizione della Grand Slam Cup, dove perde subito da Pete Sampras, poi vincitore della manifestazione. Chiude l'ottima stagione al n. 21.
Si conferma nel 1991 dove mantiene una buona costanza di rendimento. Nel prestigioso torneo indoor di Bruxelles è fortunato in semifinale quando Boris Becker è costretto al ritiro in semifinale sul 2-2 al terzo set; è Guy Forget a batterlo in finale in 4 set. Seguono poi i quarti a Stoccarda Indoor, Roma, Cincinnati, Indianapolis, Schenectady, Tel Aviv, il 3t a Indian Wells, Barcellona e Montecarlo ed il 4t al Roland Garros. A fine anno difende poi il titolo a Mosca, battendo in finale Jakob Hlasek 7-5 al terzo set. Conferma il n. 21 ATP dell'annata precedente, dopo essere stato al 13 a giugno.
Nel 1992 raggiunge i migliori risultati sulla terra battuta: al Roland Garros batte Stefan Edberg e perde nei quarti in 4 set da Petr Korda mentre alle Olimpiadi di Barcellona recupera 2 set di svantaggio a Pete Sampras al 3t per cedere a Jordi Arrese in semifinale, risultato che gli garantisce la medaglia di bronzo a parti merito con Goran Ivanisevic. Altri buoni piazzamenti sono le semifinali a Milano e Bolzano ed i quarti ad Auckland, Indian Wells, Key Biscayne e Mosca. Chiude al n. 32.
Nel 1993 gioca le ultime due finali del circuito maggiore a Bologna e Bucarest. Raggiunge inoltre le semifinali a Doha, Praga e Tel Aviv, i quarti a Dubai e Hilversum ed il 3t a Montecarlo, Indianapolis e Stoccolma, chiudendo la stagione al n. 37 ATP.
A partire dal 1994 si allontana dal tennis di vertice, uscendo, a seguito di diverse eliminazioni al 1t, dai primi 150 del mondo: prova a risalire la china dal circuito challenger e dalle qualificazioni del circuito maggiore, senza però fare più ritorno nella top100 e galleggiando tra il n. 120 e il 200 ATP fino al 1999, anno in cui si registra la sua ultima apparizione in un main draw del Grande Slam, battendo Karbacher e perdendo al quinto da Ulihrach agli Australian Open.
Negli anni 2000 partecipa stabilmente al circuito future fino al 2004 e gioca ancora altri due match in ITF russi nel 2007 e addirittura nel 2013 a quasi 43 anni.
I suoi guadagni complessivi ammontarono a 2.259.875 di dollari.

## Singolare

### Vittorie (2)
| Numero | Data | Torneo                 | Superficie | Avversario in finale | Punteggio           |
| 1.     | 1990 | Kremlin Cup, Mosca (1) | Sintetico  | Tim Mayotte          | 6-2, 6–1            |
| 2.     | 1991 | Kremlin Cup, Mosca (2) | Sintetico  | Jakob Hlasek         | 7–6(2), 3-6, 7–6(5) |

### Sconfitte in finale (4)
| Numero | Data | Torneo                         | Superficie       | Avversario in finale | Punteggio          |
| 1.     | 1989 | Medibank International, Sydney | Cemento          | Aaron Krickstein     | 6-4, 6–2           |
| 2.     | 1991 | Brussels Indoor, Bruxelles     | Sintetico indoor | Guy Forget           | 6-3, 7-5, 3-6, 7-6 |
| 3.     | 1993 | ATP Bologna Outdoor, Bologna   | Terra rossa      | Jordi Burillo        | 7-6, 6–7, 6-1      |
| 4.     | 1993 | BCR Open Romania, Bucarest     | Terra rossa      | Goran Ivanišević     | 6-2, 7-6           |